# Aßlar
Aßlar is een plaats in de Duitse deelstaat Hessen, gelegen in de Lahn-Dill-Kreis. De stad telt 13.654 inwoners.

## Geografie
Aßlar heeft een oppervlakte van 43,57 km² en ligt in het centrum van Duitsland, iets ten westen van het geografisch middelpunt.
Aßlar · Bischoffen · Braunfels · Breitscheid · Dietzhölztal · Dillenburg · Driedorf · Ehringshausen · Eschenburg · Greifenstein · Haiger · Herborn · Hohenahr · Hüttenberg · Lahnau · Leun · Mittenaar · Schöffengrund · Siegbach · Sinn · Solms · Waldsolms · Wetzlar